# 大季維齊亞
50°42′57″N 32°8′41″E / 50.71583°N 32.14472°E
大季維齊亞（烏克蘭語：Велика Дівиця）是位於烏克蘭北部切爾尼希夫州裏普里盧基區的村莊，面積2.83平方公里，海拔高度121米，2024年人口348，人口密度每平方公里207.49人。